# 貴公子
《貴公子》，是一部2023年韓國犯罪动作片，由《魔女》電影系列導演朴勳政執導兼編劇，並與張慶益共同監製，由金宣虎、姜太䝬、金剛于及高雅羅主演，該片於2023年6月21日在韓國及台灣同步上映，香港及澳門上映時間確定為2023年7月13日。

## 演員陣容

### 主要人物
- 金宣虎 飾演 貴公子
- 姜太䝬 飾演 馬可
- 飾演 韓理事
- 高雅羅 飾演 允珠

### 其他人物
- 鄭拉爾 飾演 韓佳英
- 許俊碩 飾演 姜律師

### 特别出演
- 李基英 飾演 金老師
- 崔廷宇 飾演 韓會長
- 姜愛心 飾演 馬可的母親
- 權赫賢 飾演 保鏢
- 邱敘進 飾演 趙社長

## 獎項榮譽
| 年份   | 颁奖礼               | 奖项           | 入围者 | 结果 | 参考  |
| ------ | -------------------- | -------------- | ------ | ---- | ----- |
| 2023年 | 第32屆釜日電影獎     | 新人男子演技   | 金宣虎 | 獲獎 |       |
|        | 第59屆大鐘賞         | 最佳新人男演員 | 金宣虎 | 獲獎 | [ 3 ] |
|        | 第44屆青龍電影獎     | 新人男演員獎   | 金宣虎 | 提名 |       |
| 2024年 | 第60届百想藝術大賞獎 | 男子新人演技賞 | 金宣虎 | 提名 |       |

## 外部連結
- NAVER上《貴公子》的資料
- Daum上《貴公子》的資料

- 韩国电影数据库（KMDb）上《貴公子》的資料
- 互联网电影数据库（IMDb）上《貴公子》的资料（英文）